# 46-й отдельный моторизованный инженерный батальон
46-й отдельный моторизованный инженерный батальон  — воинское подразделение Вооружённых Сил СССР во время Великой Отечественной войны.

## История
Формировался в Западном особом военном округе c июня 1940 года.
В составе действующей армии с 22 июня 1941 года по 16 июля 1941 года.
Входил в состав 3-го механизированного корпуса, был уничтожен вместе с управлением корпуса 26 июня 1941 года под Кедайняй
16 июля 1941 года официально расформирован.

### Подчинение
| Дата              | Фронт (округ)         | Армия      | Корпус (группа)             | Примечания |
| ----------------- | --------------------- | ---------- | --------------------------- | ---------- |
| 22 июня 1941 года | Северо-Западный фронт | 11-я армия | 3-й механизированный корпус | —          |
| 01 июля 1941 года | Северо-Западный фронт | 11-я армия | 3-й механизированный корпус | —          |

## Другие инженерно-сапёрные подразделения с тем же номером
- 46-й отдельный сапёрный батальон 53-й стрелковой дивизии 1-го формирования
- 46-й отдельный сапёрный батальон 53-й стрелковой дивизии 2-го формирования
- 46-й гвардейский отдельный сапёрный батальон
- 46-й отдельный инженерно-сапёрный батальон
- 46-й отдельный штурмовой инженерно-сапёрный батальон
- 46-й отдельный понтонно-мостовой батальон

## См.также
- 3-й механизированный корпус